# Madan Lal Dhingra
Madan Lal Dhingra (Amritsar, 18 settembre 1883 – Londra, 17 agosto 1909) è stato un attivista e rivoluzionario indiano, di ispirazione nazionalista, si macchiò dell'omicidio dell'ufficiale britannico William Hutt Curzon Wyllie, il 1º luglio 1909 a Londra, dopo aver subito un processo, fu condannato a morte e impiccato il 17 agosto di quello stesso anno.

## Biografia
Nato in una famiglia colta agiata di etnia punjabi di religione induista, sesto di sette figli, suo padre, il dottor Sahib Ditta Mai Dhingra, era un medico chirurgo, il quale considerava il dominio britannico come una opportunità di sviluppo e modernizzazione della nazione indiana. Dhingra studiò prima al Municipal College di Amritsar e poi al Government College di Lahore dove conseguì il suo bachelor of arts. Nonostante gli ottimi risultati negli studi, suo padre lo richiamò a casa per avviarsi all'attività di uomo d'affari, tuttavia il giovane, insofferente per aver abbandonato gli studi in maniera così improvvisa, decise di scappare di casa e si imbarcò su una nave mercantile come fuochista, nel tentativo di emigrare in Australia, ma fu respinto per motivi razziali. Al suo ritorno a casa, gli altri suoi fratelli convinsero suo padre ad acconsentire di mandarlo a proseguire gli studi a Londra. Nel giugno del 1906, Dhingra si imbarcò sulla nave a vapore SS Macedonia e in novembre si iscrisse all'University College di Londra per studiare ingegneria.

Nella capitale londinese il giovane Dhingra fu attirato dall'attivismo politico, e si unì al gruppo di attivisti indipendentisti indiani che facevano capo all'India House, un movimento fondato dal giurista e giornalista Shyamji Krishna Varma, editore del giornale indipendentista indiano The Indian Sociologist nel 1905. Diversamente dai nazionalisti più moderati che proclamavano una condivisione di potere con il dominio britannico, il movimento della India House professava la totale indipendenza dal Regno Unito e per questo fine era disposta all'uso della violenza. Uno dei padri fondatori del movimento era lo Vinayak Damodar Savarkar, ammiratore di Giuseppe Mazzini e sostenitore della violenza a scopo politico, anche dell'omicidio.